# Lago Soppensee
O Lago Soppensee é um lago localizado nos municípios de Buttisholz, Menznau e Ruswil, no cantão de Lucerna, na Suíça.